# Deutsche Olympische Gesellschaft

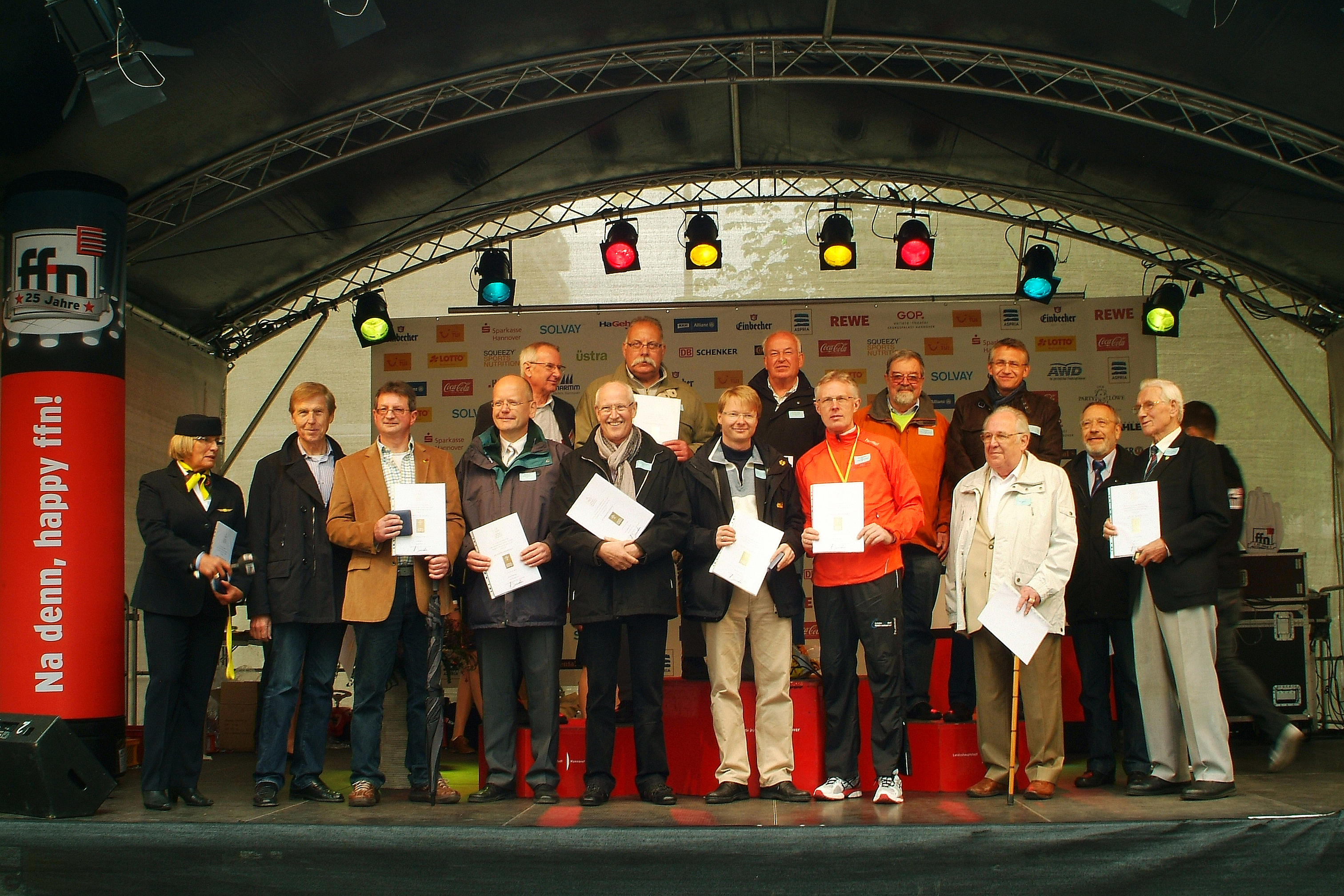
Mitglieder-Ehrungen durch die DOG Zweigstelle Hannover während des 22. Hannover-Marathons 2012

Die Deutsche Olympische Gesellschaft (DOG) ist ein Mitgliedsverband des Deutschen Olympischen Sportbundes (DOSB) mit besonderer Aufgabenstellung. Die DOG ist bundesweit durch Mitglieder und Zweigstellen vertreten. Die Arbeit der DOG findet heute weitgehend lokal in  Orts- und Bezirksgruppen statt. Sitz des eingetragenen Vereins ist die Otto-Fleck-Schneise in Frankfurt am Main.
Die DOG ist Herausgeber der Zeitschrift Olympisches Feuer.

## Geschichte
Die DOG wurde am 5. Januar 1951 unter anderem durch Georg von Opel, Gustav Schäfer, Wilhelm Garbe und Wilhelm Henze gegründet. Der erste Geschäftsführer war Guido von Mengden, der von 1936 bis 1945 der Generalreferent des Reichssportführers war. 1959 verkündete die DOG den Goldenen Plan, der auch ohne Implementierung in Gesetze zur anerkannten Richtlinie für die sportpolitischen, planerischen und finanzpolitischen Entscheidungen zur Entwicklung der Sportstätteninfrastruktur wurde.
Georg von Opel hatte zwischen 1951 und 1969 das Amt des DOG-Vorsitzenden inne, gefolgt von Fritz J. Deith (1969 bis 1979) und Willi Daume (1979 bis 1988). Von 2007 bis 2014 war Harald Denecken Präsident der DOG.

## Ziele
Die Deutsche Olympische Gesellschaft setzt sich für die Verbreitung des olympischen Gedankens in Sport und Gesellschaft ein. Sie möchte die olympischen Werte Fair Play, Leistungsbereitschaft, Völkerverständigung und Teamgeist vermitteln. 

## Auszeichnungen
- 2013: Pierre-de-Coubertin-Plakette